# Sopranino saksofon
Sopranino saksofon je najkrajši in ima (poleg sopranskega saksofona) najvišji ton v družini saksofonov. V orkestrih ni pogost.Je najmajnši član v družini saksofonov